# 小幡南
小幡南（おばたみなみ）は、愛知県名古屋市守山区の地名。現行行政地名は小幡南一丁目から小幡南三丁目。住居表示実施。

## 地理
名古屋市守山区の南部に位置し、東に大谷町、西に小幡常燈、南東に菱池町、南に苗代、南西に小幡太田、北に小幡、北西に小幡中と接する。

## 歴史

### 町名の由来
大字小幡の南部に位置することによるという。

### 沿革
- 1994年（平成6年）11月21日 - 住居表示実施に伴い、守山区大字小幡の一部により同区小幡南一丁目から小幡南三丁目としてそれぞれ成立[2][1]。
- 小幡南一丁目は、大字小幡字栗ノ木の全域および字花ノ木・字米野・字太田の各一部により成立[3]。
- 小幡南二丁目は、大字小幡字昭和の全域および字花ノ木・字苗代・字米野の各一部により成立[3]。
- 小幡南三丁目は、大字小幡字山脇・字存命の全域および字深河の一部により成立[3]。

### 町名の変遷
| 実施後       | 実施年月日     | 実施前（特記なければ各字の一部）                           |
| ------------ | -------------- | ---------------------------------------------------------- |
| 小幡南一丁目 | 1994年11月21日 | 大字小幡字太田（全域）・字栗ノ木（全域）・字米野・字花ノ木 |
| 小幡南二丁目 | 1994年11月21日 | 大字小幡字昭和（全域）・字苗代（全域）・字米野・字花ノ木   |
| 小幡南三丁目 | 1994年11月21日 | 大字小幡字存命（全域）・字深河（全域）・字山脇（全域）     |

## 世帯数と人口
2019年（平成31年）4月1日現在の世帯数と人口は以下の通りである。
| 丁目         | 世帯数    | 人口    |
| ------------ | --------- | ------- |
| 小幡南一丁目 | 1,022世帯 | 2,399人 |
| 小幡南二丁目 | 486世帯   | 1,031人 |
| 小幡南三丁目 | 520世帯   | 1,149人 |
| 計           | 2,028世帯 | 4,579人 |

### 人口の変遷
国勢調査による人口の推移
| 2000年（平成12年） | 3,393人 | [ WEB 6 ] |  |
| 2005年（平成17年） | 4,506人 | [ WEB 7 ] |  |
| 2010年（平成22年） | 4,458人 | [ WEB 8 ] |  |
| 2015年（平成27年） | 4,609人 | [ WEB 9 ] |  |

## 学区
市立小・中学校に通う場合、学校等は以下の通りとなる。また、公立高等学校に通う場合の学区は以下の通りとなる。
| 丁目         | 番・番地等 | 小学校               | 中学校                 | 高等学校 |
| ------------ | ---------- | -------------------- | ---------------------- | -------- |
| 小幡南一丁目 | 全域       | 名古屋市立苗代小学校 | 名古屋市立守山東中学校 | 尾張学区 |
| 小幡南二丁目 | 全域       | 名古屋市立苗代小学校 | 名古屋市立守山東中学校 | 尾張学区 |
| 小幡南三丁目 | 全域       | 名古屋市立苗代小学校 | 名古屋市立守山東中学校 | 尾張学区 |

## 施設
- アクロス小幡
- 瀬戸信用金庫苗代支店
- 大島食品工業守山工場

## 交通
名古屋鉄道（名鉄）
■ 瀬戸線 小幡駅

## その他

### 日本郵便
- 郵便番号 : 463-0048[WEB 3]（集配局：守山郵便局[WEB 12]）。

### WEB
1. 1 2  “愛知県名古屋市守山区の町丁・字一覧”.   人口統計ラボ. 2017年10月7日閲覧。
2. 1 2  “町・丁目(大字)別、年齢(10歳階級)別公簿人口(全市・区別)”.   名古屋市 (2019年4月22日). 2019年4月23日閲覧。
3. 1 2  “郵便番号”.  日本郵便. 2019年3月17日閲覧。
4. ↑  “市外局番の一覧”.   総務省. 2019年1月6日閲覧。
5. ↑  名古屋市役所市民経済局地域振興部住民課町名表示係 (2015年10月21日). “守山区の町名一覧”.   名古屋市. 2017年10月7日閲覧。
6. ↑  名古屋市役所総務局企画部統計課統計係 (2005年7月1日). “（刊行物）名古屋の町(大字)・丁目別人口 (平成12年国勢調査) 守山区” (XLS). 2017年10月8日閲覧。
7. ↑  名古屋市役所総務局企画部統計課統計係 (2007年6月29日). “平成17年国勢調査　名古屋の町(大字)別・年齢別人口 守山区” (XLS). 2017年10月8日閲覧。
8. ↑  名古屋市役所総務局企画部統計課統計係 (2012年6月29日). “平成22年国勢調査　名古屋の町(大字)別・年齢別人口 守山区” (XLS). 2017年10月8日閲覧。
9. ↑  名古屋市役所総務局企画部統計課統計係 (2017年7月7日). “平成27年国勢調査　名古屋の町(大字)別・年齢別人口” (XLS). 2017年10月8日閲覧。
10. ↑  “市立小・中学校の通学区域一覧”.   名古屋市 (2018年11月10日). 2019年1月14日閲覧。
11. ↑  “平成29年度以降の愛知県公立高等学校（全日制課程）入学者選抜における通学区域並びに群及びグループ分け案について”.   愛知県教育委員会 (2015年2月16日). 2019年1月14日閲覧。
12. ↑  “郵便番号簿 2018年度版” (PDF).   日本郵便. 2019年5月8日閲覧。

### 文献・注釈
1. 1 2 3  守山区制50周年記念事業実行委員会 2013, p. 353.
2. ↑  1995年（平成7年）3月3日自治省告示第34号「住居表示が実施された件」
3. 1 2 3  名古屋市告示平成6年第330号（平成6年10月14日）